# Nathaniel Buzolic
Nathaniel Buzolic (Sydney, 4 agosto 1983) è un attore australiano.

## Biografia
Ha origini croate. Sua madre, croata, si è trasferita in Australia quando Nathaniel stava per nascere e entrambi vivevano in povertà. All'età di 16 anni, ha un brutto incidente mentre giocava a basket, e questo stronca la sua carriera nel mondo dello sport. Scopre la passione per la recitazione. Successivamente, Buzolic frequenterà l'Australian Theatre for Young People (ATYP) di Sydney dal 1998 al 2001 per poi diplomarsi alla Screenwise Acting School for Film and Television nel 2004 e alla University of Western Sydney (UWS) nel 2007 con una laurea in marketing.

## Carriera
La sua prima apparizione televisiva è stata come presentatore del programma pomeridiano Studio Disney nel 2005. Precedentemente era comparso in All Saints (2003), Home and Away (2002) e in un episodio di Water Rats (2001) dove non fu accreditato. Nel 2007 presenta il programma australiano The Mint, recita in My Greatest Day Ever e Road Rage. Nel 2008 ha un ruolo regolare nel serial televisivo Out of the Blue e presenta la trasmissione educativa Weather Ed. Nello stesso anno ottiene il suo primo ruolo da protagonista, nel film Offing David.
Nel 2011, viene confermata la sua partecipazione nella serie The Vampire Diaries nei panni del vampiro Originale Kol e compare per la prima volta nell'episodio 3x13, "Bringing Out the Dead".
Da ottobre 2013 l'attore prenderà parte a qualche episodio della serie The Originals, lo spin-off di The Vampire Diaries, come guest star per la seconda e la terza stagione e poi come personaggio fisso nella quarta stagione. Nel 2014 prende parte come guest star a due episodi della quarta stagione di Pretty Little Liars. Nathaniel ha anche partecipato al ventesimo episodio della nona stagione di Supernatural, che serviva come back-door pilot per un probabile spinoff, intitolato Supernatural: Bloodlines. La CW ha successivamente deciso di non confermare lo spin-off.
Nell'estate del 2015 è protagonista, accanto a Josh Zuckerman e Krista Allen, della serie TV Significant Mother, interpretando la parte di Jimmy Barnes.
Nel 2016 interpreta il fratello del protagonista, Andrew Garfield, nel film La battaglia di Hacksaw Ridge.
Buzolic supporta il progetto chiamato End It Movement, contrario alla schiavitù umana, presente ancora oggi. Attualmente vive a Portland.

## Filmografia

### Attore

#### Cinema
- Offing David, regia di Jeff Bays (2008)
- Needle, regia di John V. Soto (2010)
- La battaglia di Hacksaw Ridge (Hacksaw Ridge), regia di Mel Gibson (2016)
- Saving Zoë - Alla ricerca della verità (Saving Zoë), regia di Jeffrey Hunt (2019)
- Blu profondo 3 (Deep Blue Sea 3), regia di John Pogue (2020)

#### Televisione
- Home and Away - serial TV, puntata 3309 (2002)
- All Saints - serie TV, episodio 6x29 (2003)
- Out of the Blue - serial TV, 50 puntate (2008)
- Cops LAC - serie TV, episodio 1x02 (2010)
- Crownies - serie TV, episodio 1x15 (2011)
- The Vampire Diaries - serie TV, 10 episodi (2012-2014)
- The Originals - serie TV, 24 episodi (2013-2018)
- Pretty Little Liars - serie TV, episodi 4x22, 4x23, 6x05 e 6x06 (2014-2015)
- Supernatural - serie TV, episodio 9x20 (2014)
- The Originals: The Awakening - webserie, 4 episodi (2014)
- Bones - serie TV, episodio 10x12 (2015)
- Significant Mother - serie TV, 9 episodi (2015)
- Legacies- serie TV, episodio 4x15 (2022)

### Presentatore
- Studio Disney (2005)
- The Mint (2007)
- Weather Ed (2008)

## Doppiatori italiani
Nelle versioni in italiano dei suoi film, Nathaniel Buzolic è stato doppiato da:
- Daniele Giuliani in The Vampire Diaries, Supernatural
- Emanuele Ruzza in La battaglia di Hacksaw Ridge
- Stefano Crescentini in Significant Mother
- Gabriele Trentalance in  The Originals